# Yuyuko Takemiya
Yuyuko Takemiya (竹宮ゆゆこ Takemiya Yuyuko?, nacida el 24 de febrero de 1978) es una escritora de novelas ligeras de nacionalidad japonesa. Takemiya debutó en septiembre de 2004 con su serie de novelas Watashitachi no Tamura-kun, que aparecieron por primera vez en la publicación de otoño de Dengeki hp Special; una edición especial de Dengeki hp. Ese mismo mes, Takemiya trabajó en el escenario para el juego bishōjo Noel hecho por FlyingShine (también conocido por crear Cross Channel). Después de completar la escritura de Watashitachi no Tamura-kun, Takemiya inició la creación de sus series más conocidas: Toradora!. Esta ha sido la serie de Takemiya que más tiempo ha durado.

## Trabajos
Novelas Ligeras
- Watashitachi no Tamura-kun (わたしたちの田村くん?) (bajo Dengeki Bunko)
  - Watashitachi no Tamura-kun ISBN 4-8402-3066-8 (junio de 2005)
  - Watashitachi no Tamura-kun 2 ISBN 4-8402-3152-4 (septiembre de 2005)

- Toradora! (とらドラ！?) (bajo Dengeki Bunko)
  - Toradora! ISBN 4-8402-3353-5 (10 de marzo de 2006)
  - Toradora2! ISBN 4-8402-3438-8 (10 de mayo de 2006)
  - Toradora3! ISBN 4-8402-3551-1 (10 de septiembre de 2006)
  - Toradora4! ISBN 978-4-8402-3681-2 (10 de enero de 2007)
  - Toradora Spinoff! Kōfuku no Sakura-iro Tornado ISBN 978-4-8402-3838-0 (10 de mayo de 2007)
  - Toradora5! ISBN 978-4-8402-3932-5 (10 de agosto de 2007)
  - Toradora6! ISBN 978-4-8402-4117-5 (10 de diciembre de 2007)
  - Toradora7! ISBN 978-4-04-867019-7 (10 de abril de 2008)
  - Toradora8! ISBN 978-4-04-867170-5 (10 de agosto de 2008)
  - Toradora9! ISBN 978-4-04-867265-8 (10 de octubre de 2008)
  - Toradora Spinoff 2! Tora, Koyuru Aki ISBN 978-4-04-867459-1 (7 de enero de 2009)
  - Toradora10! ISBN 978-4-04-867593-2 (10 de marzo de 2009)
  - Toradora Spinoff 3! Ore no Bentō Mite Kure ISBN 978-4-04-868456-9 (10 de abril de 2010)

- Golden Time (ゴールデンタイム?) (bajo Dengeki Bunko)
  - Golden Time 1: Haru ni Shite Blackout (ゴールデンタイム1 春にしてブラックアウト?) ISBN 978-4-04-868878-9 (10 de septiembre de 2010)
  - Golden Time 2: Kotae wa YES (ゴールデンタイム2 答えはYES?) ISBN 978-4-04-870381-9 (10 de marzo de 2011)
  - Golden Time 3: Kamen Butōkai (ゴールデンタイム3 仮面舞踏会?) ISBN 978-4-04-870735-0 (10 de agosto de 2011)
  - Golden Time 4: Uraharu Naru Don't Look Back (ゴールデンタイム4 裏腹なる Don't Look Back?) ISBN 978-4-04-886546-3 (10 de marzo de 2012)
  - Golden Time Spinoff: Especial de Nijigen-kun (ゴールデンタイム外伝:二次元くんスペシャル?) ISBN 978-4-04-886631-6 (10 de junio de 2012)
  - Golden Time 5: ONRYOU no Natsu, Nihon no Natsu (ゴールデンタイム5 ONRYOUの夏　日本の夏?) ISBN 978-4-04-886897-6 (10 de septiembre de 2012)
  - Golden Time Extra (ゴールデンタイム番外?) ISBN 978-4-04-891324-9 (10 de enero de 2013)

Juegos
- Noel (FlyingShine) (24 de septiembre de 2004)

- Datos: Q1206866